# Kloster Selskar

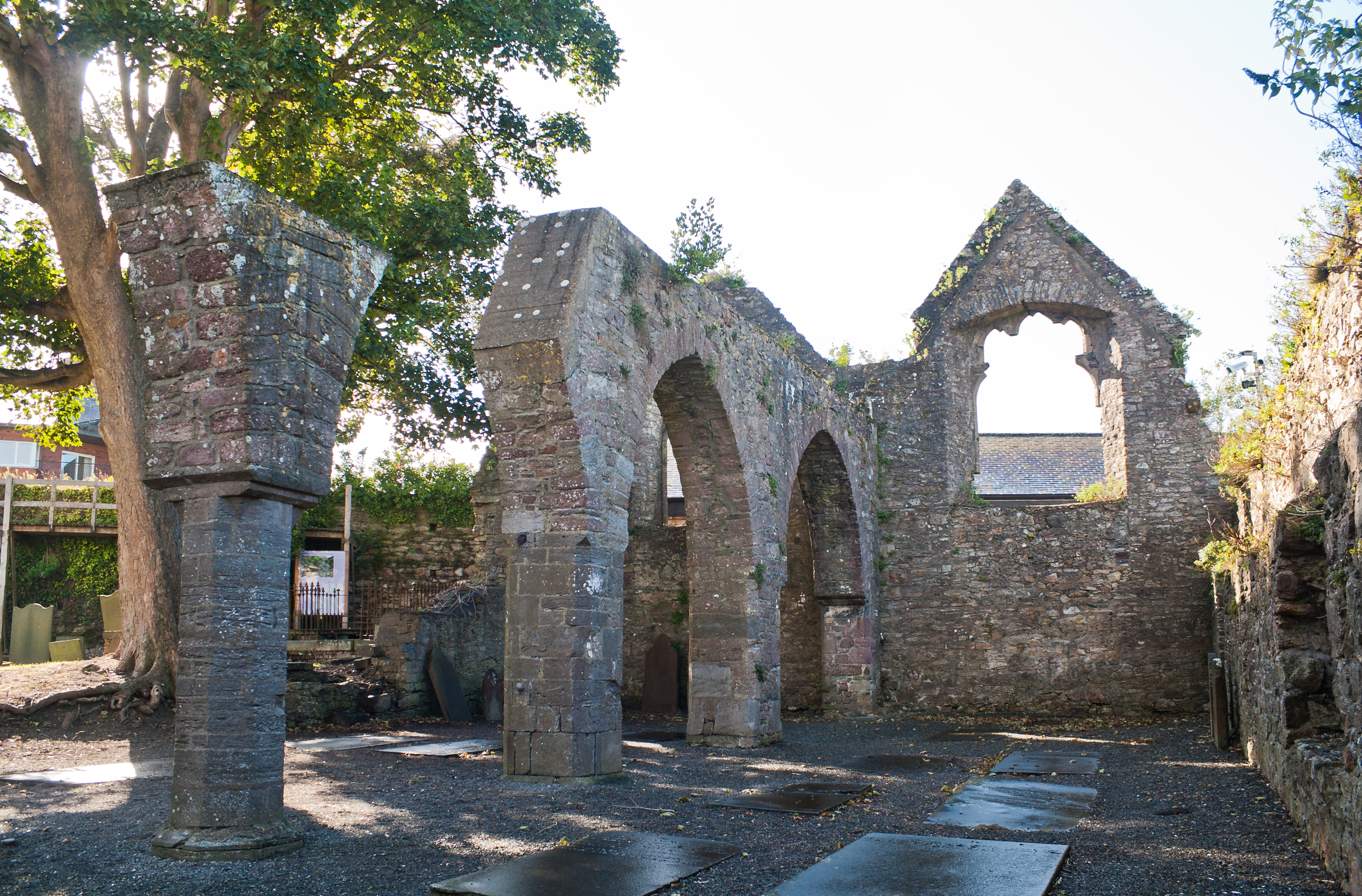
Das nördliche Kirchenschiff ist der besterhaltene Teil des Klosters, der den 1826 erfolgten Umbau in eine anglikanische Kirche unbeschadet überstand

Das Kloster Selskar, auch Selsker (irisch Seilsceir) genannt, (englisch Priory of SS. Peter and Paul of Selskar by Wexford) ist ein vor 1240 als ein den Heiligen Peter und Paul geweihtes Priorat der Augustiner-Chorherren in Wexford in Irland gegründet worden. Das Kloster wurde 1540 im Zuge der Reformation aufgehoben. 1826 wurde ein Teil der Ruinen abgerissen und ein Teil renoviert, um eine neue anglikanische Kirche im neugotischen Stil zu errichten, die 1951 geschlossen wurde und danach wieder zur Ruine verfiel.

## Geschichte
Die Gründungsumstände sind nicht genau geklärt. Traditionellerweise wird die Gründung der Familie Roche zugeschrieben. Hieran wurden jedoch Zweifel geäußert, weil zur Zeit der Auflösung des Klosters das Priorat angab, dass der Gründer unbekannt sei. Billy Colfer hält es aufgrund der zum Kloster gehörenden Ländereien für wahrscheinlicher, dass diese von der Familie Marshal, die die Stadt Wexford im 13. Jahrhundert beherrschten, gestiftet wurden. Die Landbesitzungen, die sich der Familie Roche zuordnen lassen, kamen erst 1402 hinzu. Ebenso ist der Gründungszeitpunkt unklar. John Cullen vermutet bereits eine Gründung zur Zeit der Wikinger in Wexford vor der englischen Invasion im Jahr 1169, auf die eine Neugründung der neuen Herren folgte. Eine frühe Gründung wird auch mit der Annahme begründet, dass Heinrich II. während seines Aufenthalts in Wexford im Jahr 1172 sich im Kloster aufgehalten habe. Aubrey Gwynn vermutet hier jedoch, dass er den Hospitaliterorden aufsuchte. Eine weitere genannte Gründungszeit ist um 1190, die mit Sir Alexander de la Roche als Gründer in Verbindung gebracht wird. Philip Herbert Hore hält es für wahrscheinlich, dass die Gründung erst nach 1216 erfolgte. Sicher ist nur, dass die vom Fernser Bischof John of St. John 1240 einberufene Synode im Kloster Selskar stattfand.
Der Name Selskar bleibt rätselhaft und wird teilweise auch in der Form St. Selskar verwendet. Ein Heiliger dieses Namens ist jedoch nicht bekannt. Cullen berichtet von der Überlieferung, dass ein nach Wexford zurückkehrender Kreuzfahrer Relikte des Heiligen Grabes mitbrachte, weswegen das Priorat auch unter dem Patrozinium Holy Sepulchre (englisch für Heiliges Grab) bekannt geworden sei. Deswegen wird die Vermutung geäußert, dass Selskar von Sepulchre abgeleitet sein könnte. Allerdings gehen sowohl Edward Culleton als auch Billy Colfer davon aus, dass es sich bei Selskar um eine Ortsbezeichnung der Wikinger handelt, wobei scar für Felsen und sel für Robbe steht. Colfer sieht möglicherweise auch eine Verbindung zu einem Felsen, der als Schiffsanleger gedient haben könnte. Selskar bezeichnet danach einen Felsen nördlich der befestigten Wikinger-Stadt, etwa auf der Höhe der heutigen Brücke zu anderen Seite der Wexforder Hafenbucht, jedoch weiter landeinwärts, da die Küstenlinie der Stadt Wexford später durch Landgewinnungen verlagert wurde.

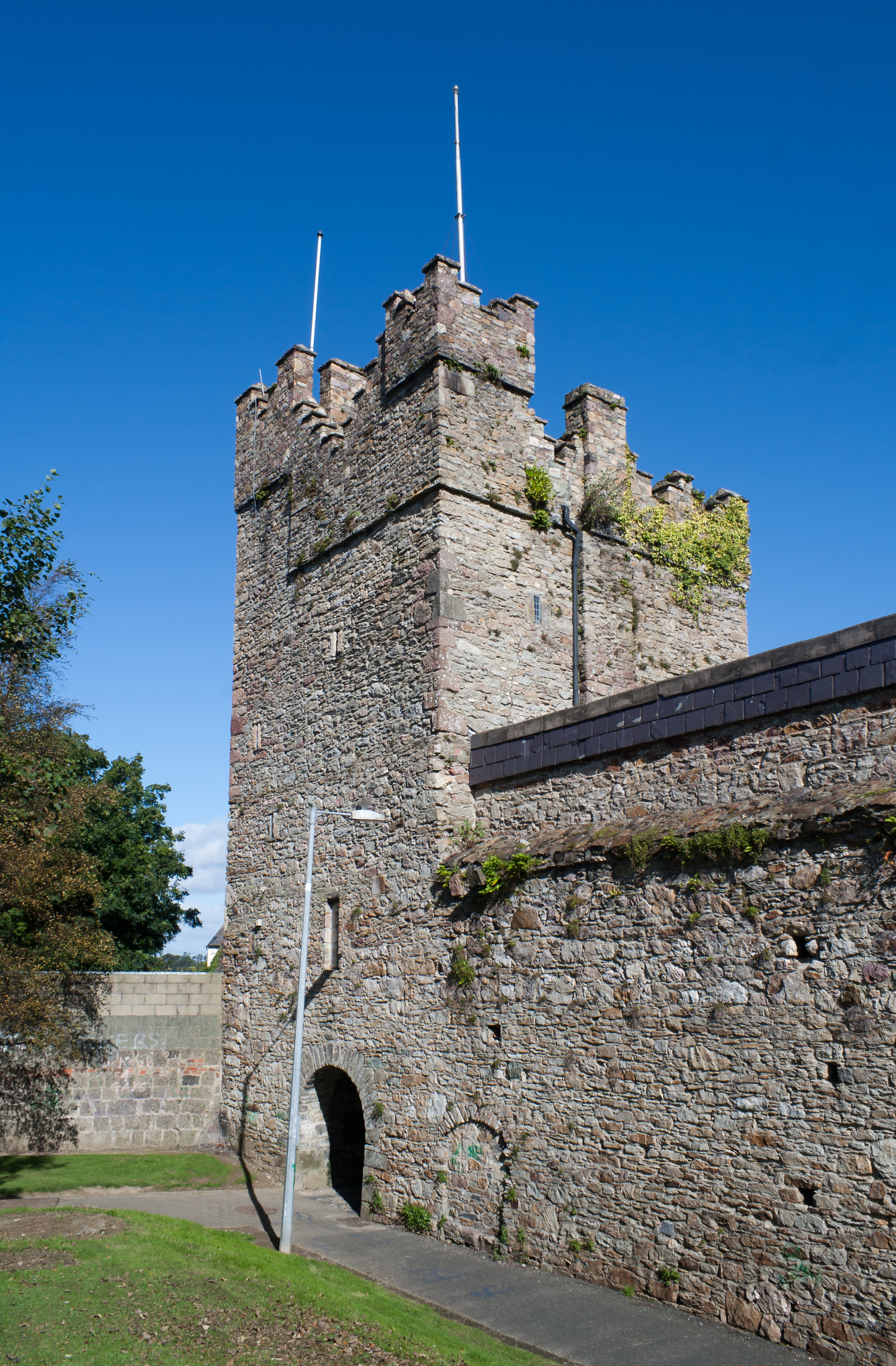
Selskar Gate, von außerhalb der Stadtmauern gesehen

Nach der englischen Invasion wurde die Stadtmauer insbesondere nach Norden so erweitert, dass die Kirche innerhalb der Stadtmauern lag. Das eigentliche Kloster, von dem nichts mehr erhalten ist, blieb jedoch außerhalb der Stadtmauern. Ein Stadttor (Selskar Gate) trennte die beiden Bereiche und gab möglicherweise auch den Chorherren den Vorteil, Güter durch das eigene Tor ein- und auszuführen, ohne bei den anderen Stadttoren Zolle zahlen zu müssen. Es ist inzwischen das einzig verbliebene Turmhaus in Wexford.
Die Bedeutung des Klosters wurde nicht nur als Ort der Synode von 1240 dokumentiert, sondern auch durch den Sitz des Priors im Oberhaus des 1297 gegründeten irischen Parlaments. Zu Beginn des 14. Jahrhunderts kamen die englischen Eroberungen unter zunehmenden Druck durch irische Rebellionen. Dies betraf auch Wexford und das Kloster Selskar. Der Prior beklagte sich, dass die kriegerischen Auseinandersetzungen mit den Iren die Ländereien in einem solchen Umfang verwüstet hätten, dass die Chorherren darüber nachdachten, das Kloster aufzugeben. 1355 vernichtete ein Feuer mehrere Urkunden. Papst Eugen IV. beauftragte Selskar mit der Entscheidung in einigen Streitfällen oder Petitionen in den Jahren 1439 bis 1442.
Angesichts der drohenden Auflösung des Klosters im Rahmen der Reformation plädierten die Wexforder für die Konvertierung des Klosters in ein Kollegiatstift, jedoch ohne Erfolg. Am 23. März 1540 übergab der letzte Prior, John Heigharne, das Kloster der Krone. Der Wert der Besitzungen wurde auf eine jährliche Pacht von 129 £ und 10 Denari geschätzt. Zu dem Zeitpunkt war der 617 Acre umfassende Landbesitz an Sir Walter Browne verpachtet, der jedoch mit den Pachtzahlungen in Schwierigkeiten geriet, so dass 1548 der Besitz an John Parker nach einer Zahlung von 285 £ für eine jährliche Pacht von 15 Schillingen und einem Denar überging. Die Nutzung des Kirchenbaus als Gemeindekirche blieb jedoch dessen ungeachtet erhalten. Während möglicherweise die vor der Stadtmauer liegenden Klostergebäude möglicherweise als Steinbruch dienten, blieb der Kirchenbau zunächst unangetastet. Bereits 1682 war die Kirche eine Ruine, sie wurde aber noch weiterhin notdürftig genutzt.
Mit Hilfe finanzieller Mittel des Board of First Fruits und einer Zwangsabgabe aller Haushalte in der Stadt unabhängig von ihrer Religion wurde in der Zeit von 1818 bis 1826 eine neue anglikanische Kirche errichtet. Sie war dazu gedacht, den anglikanischen Gemeindemitgliedern eine Kirche zu geben, die sich die Finanzierung ihres Kirchengestühls in der Sankt-Iberius-Kirche nicht leisten konnten. Der dazu notwendige Abriss des alten Chors war nicht unumstritten. Die Kirche bestand bis 1951, als sie wieder aufgegeben wurde.
Im Rahmen eines staatlichen Förderprogramms der 1980er-Jahre wurde u. a. auch das Turmhaus des zum Kloster gehörenden Stadttors erneuert.

## Architektur

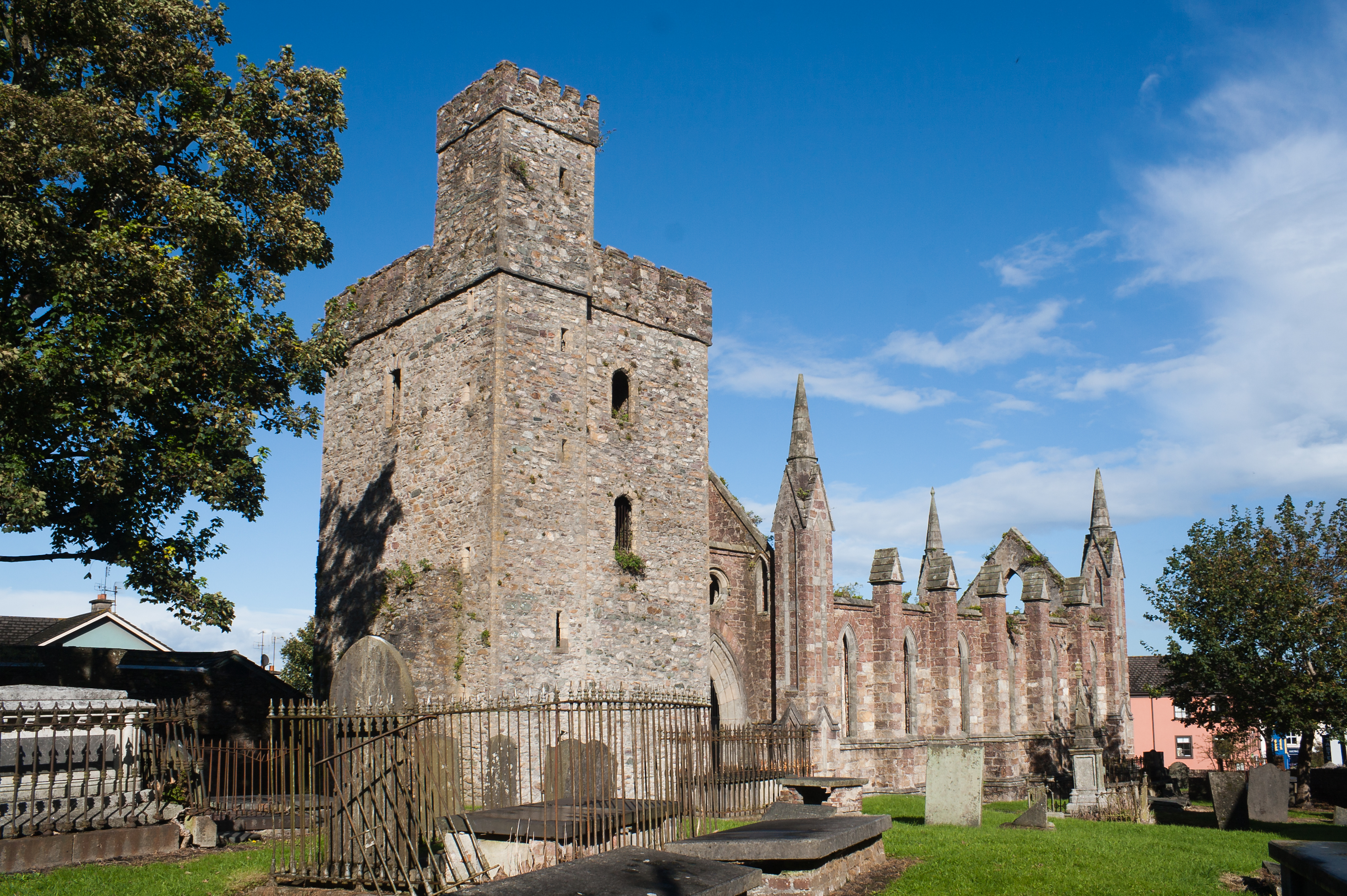
Der aus dem 14. Jahrhundert stammende und 1826 veränderte Turm (links) mit dem neogotischen Kirchenschiff der anglikanischen Gemeindekirche (rechts)

Die Kirche bestand aus zwei nebeneinander liegenden Kirchenschiffen mit über 30 m Länge, die durch vier Arkaden getrennt wurden, einem Turm am Ende des südlichen Kirchenschiffs und einem sich an das Ende des nördlichen Kirchenschiffs anschließenden Chorbereich. Die Kirchenschiffe lassen sich dem 13. Jahrhundert zurechnen, der Turm mit offenen Bögen in Ost- und Westrichtung kam jedoch erst später hinzu, wahrscheinlich im 14. Jahrhundert. Jedes der beiden Kirchenfenster hatte ein Fenster mit gotischem Maßwerk im westlichen Giebel. Auf der Südseite des Klosters gab es vier Fenster und ein überdachtes Eingangsportal.
Im Rahmen der 1826 abgeschlossenen Arbeiten für die neue anglikanische Kirche durch den Architekten John Semple wurde der alte Chor abgerissen und durch ein neues Kirchenschiff ersetzt. Der Turm wurde als Sakristei verwendet und hierzu erneuert, wobei die offenen Bögen des Turms geschlossen und seine Spitze mit den jetzt noch zu sehenden Zinnen abgeschlossen wurde. Wie Zeichnungen zu Anfang und zu Ende des 19. Jahrhunderts belegen, ging die Südwand des südlichen Kirchenschiffs in dieser Zeit verloren.